# فرنسيسكو بيريز (عالم عقيدة)
فرنسيسكو بيريز (بالألمانية: Francisco Pérez González) (و. 1947  م) هو عالم عقيدة، وكاهن كاثوليكي إسباني، ولد في فراندوفاينيز.

## مناصب
تولى منصب مطران بنبلونة وتطيلة (منذ 2007)
- أسقف كاثوليكي (منذ 6 يناير 1996)
- أسقف أبرشية [الإنجليزية]‏

.

## التعليم
تعلم في جامعة القديس توما الأكويني البابوية، وتعلم في الجامعة البابوية في كومايلاس ‏
.